# Sanjska ženska
Sanjska ženska je zmenkarsko resničnostno tekmovanje na izločanje, ki se je predvajalo dve sezoni na slovenski komercialni televiziji POP TV. Posneto je bilo po licenci ameriške resničnostne oddaje The Bachelorette. Prvi del je bil predvajan 11. marca 2005, zadnji pa 26. maja 2006.
POP TV se je za snemanje odločil zaradi zadovoljstva nad gledanostjo prve sezone Sanjskega moškega. Obe sezoni sta se končali brez sanjskega para.
Voditelj je bil obakrat Robert Erjavec.

## Sezona 1
- Sanjska ženska: Miša Margan[4]

Nastopilo je 25 kandidatov. Oddaja se je predvajala v 11 delih med 11. marcem in 20. majem 2005, ob petkih ob 20. uri. Finalista sta bila Andrej Štupica in Gregor Cimermančič.

### Prijava
V oddaji niso smeli sodelovati vezani, mladoletni in zaposleni v podjetjih, povezanih s produkcijo oddaje. Tekmovalci so morali sprejeti izpostavljenost morebitnim fizičnim poškodbam, razkritje občutljivih podatkov tretjim osebam, slikovno in zvočno snemanje 24 ur na dan, morebitne negativne posledice medijskega izpostavljanja ter se v zvezi s tem odpovedati morebitnim tožbam. Z novinarji niso smeli samostojno komunicirati in morali so sodelovati pri PR aktivnostih, ki jih je določil producent. Morali so podpisati tudi, da ne bodo tožili producenta, če se ne bodo strinjali z izbirnim postopkom ter načinom uporabe svoje podobe in imena v promocijskih aktivnostih.

### Nagradna igra
Gledalci so s klicem in SMS sporočili ugibali, kateri tekmovalec se je uvrstil naprej, in tako sodelovali v žrebanju za 150.000 tolarjev.

### Tekmovalci
| Ime                | Starost | Kraj                  | Poklic ob prijavi                             | sklici        |
| ------------------ | ------- | --------------------- | --------------------------------------------- | ------------- |
| Aleksander Bačlič  | 27 let  | Jesenice              | voznik                                        | [ 12 ] [ 13 ] |
| Aleš Musec         | 28 let  | Logatec               | strojni tehnik                                | [ 14 ] [ 13 ] |
| Aleš O.            | 21 let  | Šmartno pri Litiji    | zdravstveni tehnik                            | [ 15 ]        |
| Andrej Štum.       | 27 let  | Dornava               | elektrotehnik                                 | [ 16 ]        |
| Andrej Štupica     | 26 let  | Kamnik                | študent ekonomije                             | [ 17 ] [ 13 ] |
| Anže               | 18 let  | Bled                  | dijak                                         | [ 18 ]        |
| Boštjan Celestina  | 32 let  | Dol pri Ljubljani     | zavarovalni zastopnik                         | [ 19 ] [ 13 ] |
| Daniel             | 32 let  | Ključarovci           | strojni tehnik                                | [ 20 ]        |
| Dragan Sadžak      | 26 let  | Koper/Ljubljana       | animator                                      | [ 21 ] [ 13 ] |
| Edi Kresal         | 37 let  | Ljubljana             | samostojni podjetnik                          | [ 22 ] [ 13 ] |
| Gregor Cimermančič | 21 let  | Žerovnica             | gradbeni tehnik                               | [ 23 ] [ 13 ] |
| Janez Cuderman     | 34 let  | Kranj                 | učitelj likovne vzgoje                        | [ 24 ] [ 13 ] |
| Jernej Fuerst      | 24 let  | Rečica ob Savinji     | študent prava                                 | [ 25 ] [ 13 ] |
| Matteo La Porta    | 31 let  | Ljubljana             | jezikoslovec, (ekonomski tehnik, računovodja) | [ 26 ] [ 13 ] |
| Miha               | 22 let  | Ljubljana             | ekonomski tehnik                              | [ 27 ]        |
| Peter              | 18 let  | Metlika               | dijak                                         | [ 28 ]        |
| Sašo               | 28 let  | Ljubljana             | živilski tehnik                               | [ 29 ]        |
| Sebastijan         | 21 let  | Grosuplje             | avtomehanik                                   | [ 30 ]        |
| Tomaž Stritar      | 21 let  | Hrastnik              | študent fakultete za socialno delo            | [ 31 ] [ 13 ] |
| Tomaž Svetko       | 27 let  | Velenje/Ljubljana     | študent fizike                                | [ 32 ] [ 13 ] |
| Tomaž Zupančič     | 31 let  | Podnart               | poslovni sekretar                             | [ 33 ] [ 13 ] |
| Toni               | 26 let  | Kamnik                | strojni tehnik                                | [ 34 ]        |
| Uroš G.            | 21 let  | Dobrova pri Ljubljani | slaščičar                                     | [ 35 ]        |
| Uroš Kaučič        | 23 let  | Ljubljana             | natakar                                       | [ 36 ] [ 13 ] |
| Zoran Dojčinovič   | 25 let  | Ljubljana             | diplomirani ekonomist                         | [ 37 ] [ 13 ] |

## Sezona 2
- Sanjska ženska: Nina Osenar[38]

Nastopilo je 20 kandidatov. Oddaja se je predvajala v 11 delih med 17. marcem in 26. majem 2006, ob petkih zvečer. V sanjsko hišo se je namesto 15 preselilo 12 kandidatov. Katarina Hrestak, prva sanjska ženska, je pred snemanjem odstopila od pogodbe, zato so morali najti novo. Finalista sta bila Adel Djutović in Saša Božović.

### Tekmovalci
| Ime           | Starost | Kraj               | Poklic ob prijavi                 | sklici        |
| ------------- | ------- | ------------------ | --------------------------------- | ------------- |
| Adel Djutović | 20 let  | Ljubljana          | dijak                             | [ 44 ] [ 43 ] |
| Aleš H.       | 33 let  | Ljubljana/Šmartno  | gradbeni tehnik                   | [ 45 ]        |
| Aleš K.       | 26 let  | Domžale            | študent ekonomije                 | [ 46 ]        |
| Aleš Ž.       | 23 let  | Kranj              | ekonomski tehnik                  | [ 47 ]        |
| Bobo          | 32 let  | Ljubljana - Šiška  | fotograf                          | [ 48 ]        |
| Gregor        | 32 let  | Ljubljana          | prometni tehnik                   | [ 49 ]        |
| Jasmin        | 20 let  | Žalec              | ekonomski tehnik                  | [ 50 ]        |
| Jernej        | 20 let  | Limbuš             | študent ekonomije                 | [ 51 ]        |
| Jure          | 29 let  | Kranj              | tiskar                            | [ 52 ]        |
| Kris          | 26 let  | Vopolje            | elektrotehnik                     | [ 53 ]        |
| Leon          | 23 let  | Nazarje            | mornar                            | [ 54 ]        |
| Matej         | 20 let  | Radomlje           | ekonomski tehnik                  | [ 55 ]        |
| Matic         | 25 let  | Ljubljana          | fizioterapevt                     | [ 56 ]        |
| Miha          | 25 let  | Kranj/Gorenja Sava | vodja trženja                     | [ 57 ]        |
| Milan         | 26 let  | Maribor/Malečnik   | avtomehanik                       | [ 58 ]        |
| Primož        | 22 let  | Krško              | gradbeni tehnik                   | [ 59 ]        |
| Sandi         | 26 let  | Kranj              | diplomirani organizator - manager | [ 60 ]        |
| Saša Božović  | 26 let  | Brežice            | študent Fakultete za šport        | [ 61 ] [ 42 ] |
| Tadej         | 29 let  | Sežana             | komercialist                      | [ 62 ]        |
| Žiga          | 19 let  | Ljubljana          | študent komunikologije            | [ 63 ]        |